# 2013年上海
|        | 上海历史 |
| 世紀： | 20世紀上海 \| 21世紀上海 \| 22世紀上海                                                                                     |
| 年代： | 1980年代上海 \| 1990年代上海 \| 2000年代上海 \| 2010年代上海 \| 2020年代上海 \| 2030年代上海 \| 2040年代上海               |
| 年份： | 2009年上海 \| 2010年上海 \| 2011年上海 \| 2012年上海 \| 2013年上海 \| 2014年上海 \| 2015年上海 \| 2016年上海 \| 2017年上海 |
| 紀年： | 癸巳年（蛇年）、上海开埠170周年、上海设市86周年                                                                            |

## 主要官员

### 党委
- 市委书记：韩正

### 人大
- 人大常委会主任：刘云耕→殷一璀

### 政府
- 市长：杨雄

### 法院
- 院长：应勇→崔亚东（代理）

### 检察院
- 检察长：陈旭

### （党）纪委
- 书记：杨晓渡→侯凯

### 政协
- 主席：冯国勤→吴志明

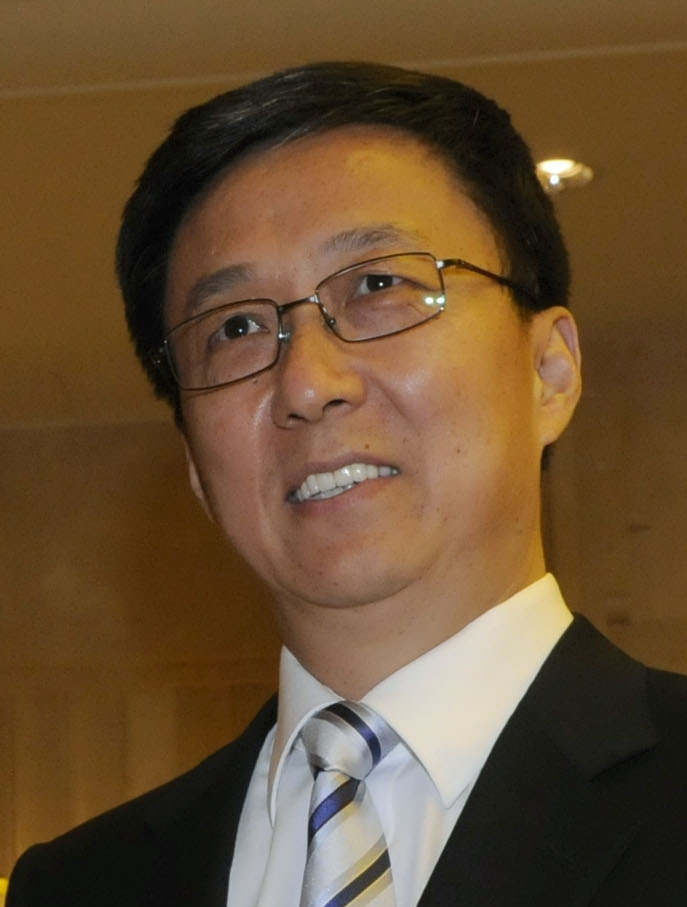
市委书记韩正
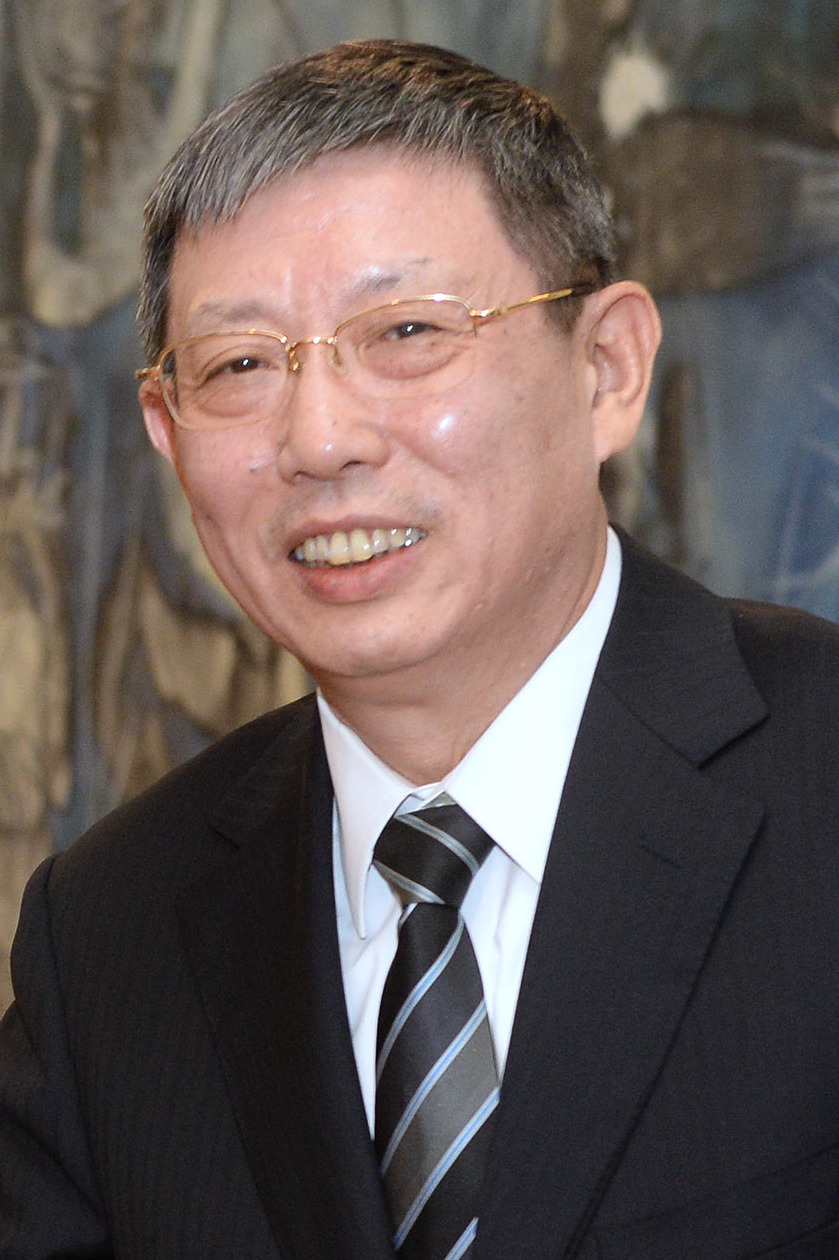
市长杨雄
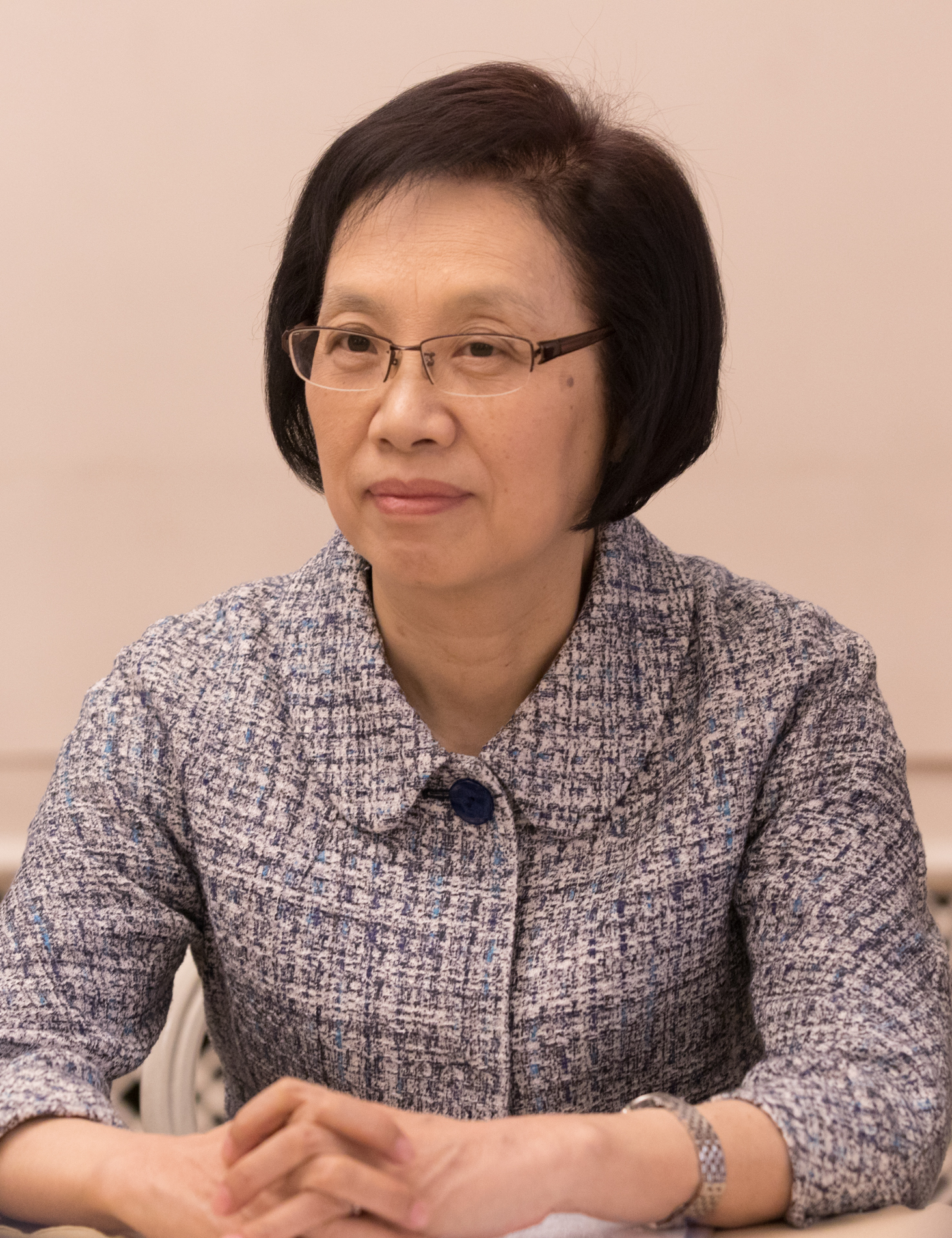
市人民代表大会常委会主任殷一璀
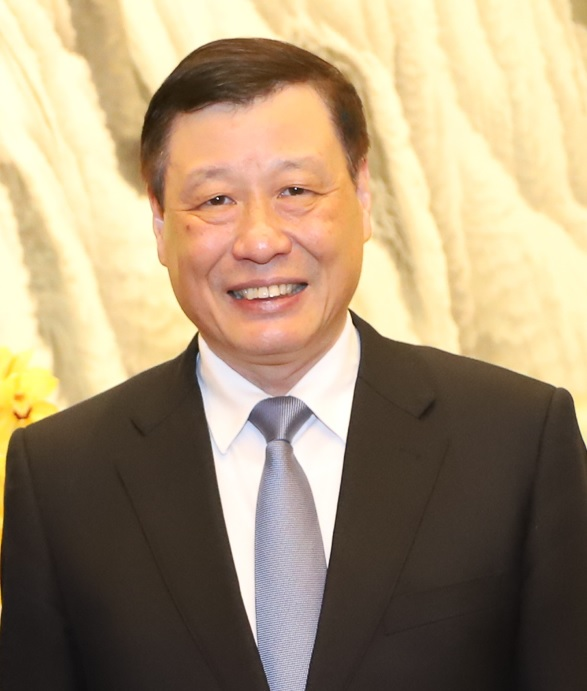
市高法院长应勇
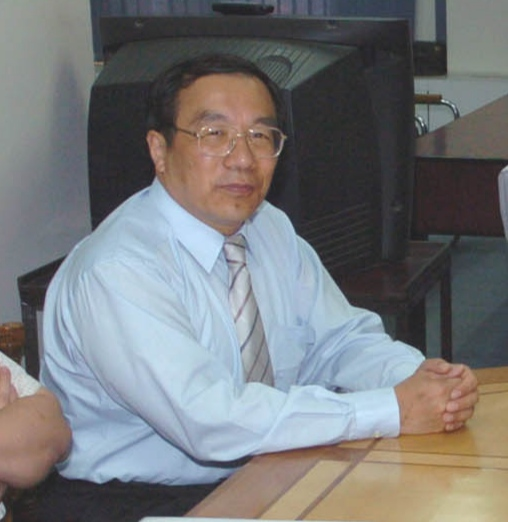
纪委书记杨晓渡

## 大事记
- 3月23日，首届上海市民文化节开幕。
- 4月，复旦大学枫林校区发生一起林森浩投毒致黄洋死亡案。2015年12月，林森浩在上海被执行注射死刑。
- 8月7日——徐家汇气象站测得最高气温40．8摄氏度 ，这是上海有气象记录140年以来测得的最高气温值。2013年夏季也是上海有气象记录以来“最漫长的夏季”，长达157天。
- 9月29日——中国（上海）自由贸易试验区正式揭牌成立。
- 10月6～13日，上海ATP大师赛举行。
- 12月，上海遭遇严重雾霾天气，空气质量指数（AQI）一度超过400，上海启动空气质量重污染应急方案，启动应急减排措施。
- 12月3日——2012年国际学生评估项目PISA测试结果公布。上海在2009年首度参加PISA测试取得三个第一之后，在数学、阅读和科学素养三方面又获得三个第一。[1]